# Новгородський академічний театр драми імені Ф. М. Достоєвського
Новгородський академічний театр драми імені Ф. М. Достоєвського (рос. Новгородский академический театр драмы имени Ф. М. Достоевского) — обласний академічний театр в місті Великий Новгород (Росія). Заснований 1853, від 1987 в новому приміщені модернової архітектури.

## Історія
1825 року в місті створили приміщення для театральних вистав. З 1853 року в Новгороді почала діяти постійна театральна трупа.
На хвилі революційно-реформаторського руху 1918 року в місті заснували Перший загальнодоступний театр Жовтневої революції. 1934 року Перший загальнодоступний перейменовують у Ленінградський обласний малий драматичний театр.
По відвоюванню Новгорода від німецьких окупантів Ленінградський обласний малий драматичний театр перейменовують на Новгородський обласний театр. Спалене дерев'яне і поруйноване місто відбудовують за індивідуальним розплануванням в повоєнні роки.

### Модернове приміщення
1987 року для театру побудували нове приміщення модернової архітектури за проектом Назарова Віктора Євгеновича, керував проектом архітектор Сомов; незвичну форму вікон запропонував музикант-виконавець А. В. Макаревич.
1997 року Новгородський театр драми отримав додаток — «імені Ф. М. Достоевського». З 1999 року Новгородському театру драми імені Ф. М. Достоєвського надали статус академічного.
В місті небагато яскравих зразків сучасної архітектури. Один із них — Новгородський театр драми. Він був включений до експонування на виставці екстравагантних архітектурних споруд «Місто сонця. Архітектура комунізму». Особливу увагу привернула так звана «Колона Макаревича» сорока двох метрів заввишки, зібрана з бетонних конструкцій. Функціонально вона не пов'язана з діяльністю театру. Виконана з нетривкого бетону, колона нахилилась і збільшила небезпеку для відвідувачів. Екстравагантний об'єкт — колона була розцінена як архітектурний надлишок і за рішенням виконкому була розібрана в січні 2009 року.